# Persephonaster facetus
Persephonaster facetus is een kamster uit de familie Astropectinidae.
De wetenschappelijke naam van de soort werd, als Psilasteropsis facetus, in 1907 gepubliceerd door René Koehler.